# متلازمة ريختر
متلازمة ريختر هي منحى خطير يسلكه سرطان ابيضاض الدم الليمفاوي المزمن حيث يتحول إلى سرطان الغدد الليمفاوية الكبيرة المنتشر.